# Maude Apatow
Maude Annabelle Apatow (Los Banos, 15 de dezembro de 1997) é uma atriz norte-americana. Ela é a filha mais velha do diretor Judd Apatow e da atriz Leslie Mann e é conhecida por seus papéis em Knocked Up (2007), Tá Rindo do Quê? (2009), e Bem-Vindo aos 40 (2012).
Atualmente Apatow interpreta Lexi Howard na série de televisão Euphoria.

## Biografia
Maude Apatow nasceu em Los Banos, Califórnia em 15 de dezembro de 1997. Sua irmã mais nova é a atriz Iris Apatow. Sua família do pai é Judeu, enquanto sua mãe é de "WASPy" plano de fundo.
Apatow apareceu pela primeira vez em 2007, no filme de comédia, Knocked Up, escrito, produzido e dirigido por seu pai Judd Apatow. Ela desempenha Sadie para os pais Pete (interpretado por Paul Rudd) e Debbie (interpretado por ela, a vida real da mãe, Leslie Mann). Sua irmã no filme, Charlotte, é desempenhado por ela na vida real a irmã, Iris Apatow. Em 2009, ela interpretou Mable, novamente a filha para sua vida real da mãe do personagem, Pessoas Engraçadas, outro filme seu pai escreveu, produziu e dirigiu. Ela reprisou seu papel de Sarita no spin-off para Knocked Up, o filme de 2012 this is 40.
Ela é conhecida por ter um grande número de seguidores no Twitter, o que a ajudou a se tornar um colaborador para Zooey Deschanel's site Hello Giggles. Em 2013, o seu feed do Twitter foi votado como um dos "Melhores Feeds do Twitter de 2013" pela Time magazine, chamando-a de tweets "engraçado e sério".

## Filmografia

### Cinema
| Ano  | Título                    | Personagem        | Notas                |
| ---- | ------------------------- | ----------------- | -------------------- |
| 2007 | Knocked Up                | Sadie             |                      |
| 2009 | Funny People              | Mable             |                      |
| 2012 | This Is 40                | Sadie             |                      |
| 2016 | Other People              | Alexandra         |                      |
| 2017 | The House of Tomorrow     | Meredith Whitcomb |                      |
| 2018 | Assassination Nation      | Grace             |                      |
| 2020 | The King of Staten Island | Claire Carlin     |                      |
| 2025 | One of Them Days          |                   |                      |
| ASA  | Poetic License            | —                 | Diretora e produtora |
| ASA  | Oh. What. Fun.            |                   |                      |

### Televisão
| Ano  | Título    | Personagem  | Notas       |
| ---- | --------- | ----------- | ----------- |
| 2015 | Girls     | Cleo        | 3 episódios |
| 2019 | Euphoria  | Lexi Howard | 8 episódios |
| 2020 | Hollywood | Henrietta   | 5 episódios |

## Indicações
| Ano  | Prêmio             | Categoria                                                        | Filme     | Resultado |
| ---- | ------------------ | ---------------------------------------------------------------- | --------- | --------- |
| 2013 | Young Artist Award | Melhor Performance em um longa - Metragem de Apoio a Jovem Atriz | Este É 40 | Indicado  |